# روني أوبراين
روني أوبراين (بالإنجليزية: Ronnie O'Brien)‏ (5 يناير 1979 في جمهورية أيرلندا - ) هو لاعب كرة قدم أيرلندي في مركز الوسط. لعب مع دندي يونايتد وسان خوسيه إيرثكويكس ونادي تورونتو ونادي دالاس ونادي كروتوني ونادي لوغانو ونادي ليكو ونادي ميدلزبره ويوفنتوس.

## وصلات خارجية
- روني أوبراين على موقع الدوري الأمريكي (الإنجليزية)
- روني أوبراين على موقع قاعدة بيانات كرة القدم.إي يو (الإنجليزية)
- روني أوبراين على موقع عالم كرة القدم.نت (الإنجليزية)